# 지방도 제701호선
지방도 제701호선은 전북특별자치도 정읍시 연지동 연지사거리에서 김제시 장화동을 잇는 전북특별자치도의 지방도이다. 대부분 구간이 호남선을 따라 도로가 나 있으며 신태인역 앞을 지나가는 것이 특징이다.

## 연혁
- 2016년 4월 1일 : 유정교(정읍시 감곡면 유정리) 470m 구간 개량 개통, 기존 300m 구간 폐지[1]

## 주요 경유지
- 정읍시
  - 연지사거리 - 수성사거리 - 정읍산업단지
  - 북면 남산리
  - 정우면 우일리 - 우산리 - 초강사거리 - 초강역 - 수금리 - 산북리 - 대사리 - 정우교
  - 신태인읍 정우교 - 신태인리 - 신태인역 - 금화동사거리 - 연정리
  - 감곡면 승방리 - 유정교 - 감곡역 - 유정리 - 양원교
- 김제시
  - 양원교 - 양전동
  - 미개통 구간 : 양전동 ~ 장화동

## 도로명
- 정읍시 연지사거리 ~ 정읍제2산업단지 : 서부산업도로
- 정읍시 정읍제2산업단지 ~ 신태인읍 신태인육교 남단 : 정신로
- 정읍시 신태인읍 신태인육교 남단 ~ 김제시 양전동 : 호남철로